# 智利穀鰩
智利穀鰩（學名：Zearaja chilensis），為軟骨魚綱鰩目鰩科穀鰩屬的一種，被IUCN列為瀕危保育類動物，分布於東南太平洋與西南大西洋，從智利、阿根廷巴塔哥尼亞、福克蘭群島至烏拉圭海域，深度可達40公尺，本魚身體背面呈普通的褐色至灰色，背部隨機分佈著一些較淺的小斑點，每個胸鰭中央有一個紅色到紫色的眼斑，腹部為白色至灰色，在鰓孔區域和嘴下方有較淺的斑點，喙軟骨兩側的區域為膜狀，略為透明，雄魚的體盤和尾部的背面具有從喙軟骨前緣延伸至尾部的中央縱帶真皮細齒，腹側感覺孔小，明顯，邊緣呈黑色，在吻部和口部周圍最豐富，分散在鰓裂之間的區域，體長可達152公分，棲息在近海，為底棲性魚類，肉食性，卵生，生活習性不明。